# Liste der Ehrenbürger von Bonn
Die Stadt Bonn und die ehemals selbständigen Städte und Gemeinden, die heute zu Bonn gehören, haben folgenden Personen das Ehrenbürgerrecht verliehen (Auflistung chronologisch nach Verleihungsdatum).

## Bonn
- 1895: Otto von Bismarck, Reichskanzler
- 1897: Walter von Loë, Generalfeldmarschall (1828–1908)
- 1901: Berthold von Nasse, Oberpräsident der Preußischen Rheinprovinz
- 1906: Joseph Joachim, Prof. der Musik
- 1909: Eduard Pflüger, Geh. Medizinalrat
- 1910: Carl Caspar Wassermeyer, Geh. Justizrat
- 1912: Carl Justi, Geh. Regierungsrat
- 1920: Wilhelm Spiritus, Oberbürgermeister
- 1922: Peter Joseph Olbertz, Geh. Sanitätsrat
- 1926: Ferdinand August Schmidt, Geheimrat
- 1927: Elly Ney, Prof. der Musik
- 1928: Friedrich Schultze, Geh. Obermedizinalrat
- 1933: Paul von Hindenburg, Reichspräsident
- 1933: Adolf Hitler, Reichskanzler,[2] 1945 aberkannt. Aberkennung bekräftigt durch Ratsbeschluss 1983.[3]
- 1934: Alexander Koenig, Geheimrat
- 1945: Johannes Hinsenkamp, Stadtdechant
- 1946: Paul Clemen, Geheimrat
- 1949: Eduard Spoelgen, Oberbürgermeister
- 1951: Konrad Adenauer, Bundeskanzler
- 1951: Johannes Henry, Rechtsanwalt
- 1954: Theodor Heuss, Bundespräsident
- 1961: Robert Schuman, französischer Ministerpräsident
- 1966: Heinrich Lübke, Bundespräsident
- 1968: Hermann Wandersleb, Staatssekretär
- 1969: Wilhelm Daniels, Oberbürgermeister
- 1974: Gustav Heinemann, Bundespräsident
- 1975: Peter Kraemer, Oberbürgermeister
- 1977: Ludwig Erhard, Bundeskanzler
- 1978: Walter Scheel, Bundespräsident
- 1983: Helmut Schmidt, Bundeskanzler
- 1984: Karl Carstens, Bundespräsident
- 1989: Richard von Weizsäcker, Bundespräsident
- 1989: Hans Steger, Bürgermeister
- 1993: Wolfgang Hesse, Oberstadtdirektor
- 1999: Roman Herzog, Bundespräsident
- 2001: Johannes Rau, Bundespräsident
- 2004: Hans Daniels, Oberbürgermeister

## Bad Godesberg
- 1925: Aennchen Schumacher, Studentenwirtin
- 1947: Josef Zander, Bürgermeister
- 1952: Heinrich Kolfhaus, Pfarrer
- 1952: Werner Wichterich, Beigeordneter
- 1963: Heinrich Hopmann, Bürgermeister

## Beuel
- 1951: Maximilian Zingsheim, Geistlicher Rat und Dechant
- 1963: Johann Link, Bürgermeister
- 1969: Hans Steger, Bürgermeister

## Duisdorf
- 1954: Johann Effelsberg, Werksmeister
- 1954: Josef Böcker, Ratsmitglied

## Ippendorf
- 1963: Adam Fendel, Bürgermeister

## Lengsdorf
- 1956: Adolf Wolber, Ratsmitglied
- 1956: Josef Linzbach, Bürgermeister
- 1956: Ferdinand Piel, Bürgermeister
- 1969: Heinrich Henseler, Ratsmitglied

## Lessenich
- 1957: Johann Bieser, Gemeinderatsmitglied

## Oberkassel
- 1929: Johann Gabriel Adrian, Steinbruchbesitzer
- 1930: Julius Vorster, Geh. Kommerzienrat
- 1939: Stefan Rhein, Altveteran

## Röttgen
- Karl Zimmermann, Bürgermeister